# 加布里埃尔·保利斯塔
加比爾·阿曼度·迪·艾比利奧（葡萄牙語：Gabriel Armando de Abreu；1990年11月26日—），通常被叫做加比爾·保利斯達（葡萄牙語：Gabriel Paulista，發音：[ɡabɾiˈew pawˈlistɐ]），是一名巴西職業足球員，現時效力土超班霸贝西克塔什。司職中堅。
2010年，加比爾於维多利亚開始其職業生涯，贏得兩次巴伊亞州聯賽冠軍，以及一次巴西杯亞軍。他亦曾效力西班牙甲組足球聯賽球會比利亞雷阿爾一年半，其後於2015年1月轉會至英格蘭超級足球聯賽球會阿仙奴。2017年8月，加比爾轉會至西班牙足球甲級聯賽球隊瓦倫西亞。

## 俱乐部生涯

### 维多利爾
加比爾出生於聖保羅，年少時曾效力塔博昂-达塞拉的青年隊。他曾到在格雷米奧巴魯埃里和試訓，但皆以失敗告終。在2009年，他成功加盟了維多利亞青年隊。2010年3月7日他在巴伊亞州聯赛中首次為一線隊上陣，並以3比1擊敗對手卡馬薩里足球會，取得勝利。5月15日，他在1比1戰平法林明高的比赛中替補換下隊友維爾松，完成了自己的巴甲首戰。

### 維拉利爾
加比爾于2013年8月15日和西甲球队比利亞雷阿爾签署了一份五年的合同。并在11月10日主场1比1战平马竞的比赛中完成首戰。他在第一个赛季联赛中首发出场18次，帮助球队获得西甲第六名并重返欧战，在2014年8月21日客场3比0战胜阿斯塔纳的比赛中完成了自己的欧战首秀。在新赛季上半程，他和域陀·雷斯组成的后防线在19场比赛中仅仅丢了17球。

### 阿森纳
2015年1月26日，加比爾獲得了英國政府的勞工証，兩天後又以1130萬英鎊的身份加盟阿仙奴，同时阿仙奴將前锋租借给維拉利爾。主教練温格表示加比爾可以给和在防线上带来真正的競爭，這是這個赛季很關鍵的一點。2月15日，加比爾在英格蘭足總盃第五圏對米杜士堡的比賽中首次正選上陣，而首次英超正選上陣為3月1日對陣愛華頓的比賽。
2015年12月28日，加比爾在對陣般尼茅夫時，攻入加盟阿仙奴後的第一個入球，最終阿仙奴贏2比0，升上英超榜首。

### 華倫西亞
2017年8月18日，加比爾轉會至西班牙足球甲級聯賽球隊瓦倫西亞，簽約5年。

## 国家队
2015年3月20日，加布里埃尔受到巴西国家队的征召，这是他职业生涯首次入选国家队。

## 榮譽

### 俱乐部
维多利亚
- 巴伊亚州联赛（英语：Campeonato Baiano）冠军：2010年，2013年巴伊亞州聯賽（英语：Campeonato Baiano）
- 巴西东北冠军杯（英语：Copa do Nordeste）冠军：2010年

 阿仙奴
- 英格蘭足總盃冠軍：2014-15賽季，2016-17賽季
- 英格蘭社區盾冠軍：2015年，2017年

 華倫西亞
- 西班牙國王盃冠軍：2018-19賽季（英语：2018–19 Copa del Rey）[14]

### 个人奖项
- 巴伊亚州联赛（英语：Campeonato Baiano）最佳中卫: 2012, 2013